# آبگرم (درمیان)
آبگرم روستایی در دهستان گزیک بخش گزیک شهرستان درمیان استان خراسان جنوبی ایران است. بر پایه سرشماری عمومی نفوس و مسکن در سال ۱۳۹۰ جمعیت این روستا ۴۳۴ نفر (در ۱۱۶ خانوار) بوده‌است.
این روستا به جهت داتشن آب گرم طبیعی به این نام شهره است و بارگاه امامزاده سید ابراهیم الرضا(ع) را در خود جای داده است که جزو آثار تاریخی و مذهبی استان خراسان جنوبی قلمداد می‌شود.

## مزار سیدابراهیم الرضا
بانی اولیه این بنا سلطان حسین بایقرا آخرین پادشاه گورکانیان بود ولذا متعلق به قرن هفتم در دوره تیموری می باشد. نقل قول می کنند: موقع عبور سپاه سی هزار نفری سلطان حسین بایقرا از این محل بهنگام استراحت وی سلطان ابراهیم رضا را در خواب می بیند و مأمور ساختن بنایی بر قبر آن حضرت می شود. این بنا در دوره صفویه تحت مرمت قرارمی گیرد. ساختمان این آرامگاه از ویژگیهای هنری جالب توجهی برخوردار است.
این آرامگاه پلانی چهارضلعی داشته و بر روی سکویی یک متری از سطح زمین قرار گرفته که در میانه آن بقعه ایشان قراردارد و دارای ایوان های ورودی، گنبد و فضای گنبدخانه فیلپوش ها و طاق نماهایی در چهار طرف است. دیوارهایش بلند و برفراز آن گنبدی بزرگ واقع است.عمده مصالح مورد استفاده در بنا آجر، گچ و آهک می باشد. از جمله تزیینات بکار رفته در بنا درب های چوبی منبت کاری شده اهدایی شوکت الملک دوم (امیر قاینات) و پنجره های مشبک گچی می باشد. این بنای تاریخی و ماندگار از دوره تیموری به شماره ۱۸۸۵ در فهرست آثار ملی به ثبت رسیده و هم اکنون به صورت مشترک میراث فرهنگی با اداره اوقاف آن را اداره می کنند. طی سنوات گذشته تعمیرات اساسی توسط میراث فرهنگی بر روی آن انجام گرفته که موجب حفظ و ماندگاری آن شده است.
در سال ۱۳۷۴ بر اثر زلزله نصف سقف فرو ریخت که بازسازی شد. هم اکنون حرم امام زاده به مساحت تقریبی ۱۰۰ متر مربع تا ارتفاع ۱/۵ متر دیوارهای اطراف حرم یادگارهای دل نوشته زائران در ادوار تاریخی می باشد. از بالای این نوشته تا انتهای سقف گچ کاری می باشد در زیر گنبد تعدادی پنجره نور لازم را به درون حرم هدایت می کند. در طبقه پایین علاوه بر حرم تعدادی ایوان و راهرو وجود دارد. از طریق همین راهروها زائرین به طبقه دوم می روند. فضای طبقه دوم جایگاهی با صفا و در تابستانها نسبتا سرد و چشم اندازی زیبا دارد.
بر روی قبر سنگ لوح مکعب مستطیلی قرار دارد که دورادور آن نگارش یافته است. قبلا بر روی قبر ضریحی از جنس چوب منبت و مشبک کاری قرار داشت. ضریح فعلی از نوع آهنی در ابعاد ۲×۳ و به ارتفاع ۳ متر به صورت مشبک در سال ۱۳۸۸ نصب گردید و روی آن را با پارچه سبز پوشانده اند.

## آبگرم طبیعی
در جوار بارگاه و در ضلع جنوبی روستا و در دل کوه آتشفشانی چشمه آبگرم معدنی وجود دارد که در گذشته از کیفیت و بنای تاریخی برخوردار بود و مشتاقان زیادی را به خود جذب می‌کرد اما متاسفانه تصمیم شورای روستا برای بهداشتی سازی این آبگرم باعث ناکارآمدی و غیربهداشتی شدن آن شده است.
موقعیت تفریحی و گردشگری این آب موقعیت ممتازی را برای روستا فراهم کرده است که در صورت برنامه ریزی می‌تواند از آن بهره برد.